# 市第三医院站 (西安市)
市第三医院站是西安地铁8号线的一座车站，位于中华人民共和国陕西省西安市未央区凤城二路与贞观路交叉口，因与车站东北侧的西安市第三医院得名。

## 车站结构
市第三医院站为地下二层岛式站台车站。
| 地面              | 出入口 | A-D出入口                                                                                           |
| 地下一层          | 站厅   | 客务中心、自动售票机、长安通自助机                                                                  |
| 地下二层          | 站台   | \| \| \| █ 8号线外环（市图书馆） \| \| 島式 · 開左邊车门 \| \| \| \| \| \| █ 8号线内环（余家寨） \| |
|                   |        | █ 8号线外环（市图书馆）                                                                             |
| 島式 · 開左邊车门 |        | |
|                   |        | █ 8号线内环（余家寨）                                                                               |

## 出入口
本站共设有4个出入口。
|      |                                                      |      |
| 编号 | 指示                                                 | 图片 |
| A    | 凤城二路（北）、贞观路（西）、凤苑路                 |      |
| B    | 贞观路（西）、凤城二路（南）                         |      |
| C    | 凤城二路（南）、贞观路（东）、仪凤巷                 |      |
| D    | 贞观路（东）、凤城二路（北）、永谦路、西安市第三医院 |      |

## 历史
本站在建设时称作贞观路站。
- 2024年12月26日，车站随8号线通车启用[3]。